# Венда (бантустан)
Венда (/ˈvɛndə/) — бантустан, располагавшийся на севере ЮАР. На севере граничил с ЮАР, на юге и востоке — с бантустаном Газанкулу. Ныне территория входит в состав провинции Лимпопо. Венда была основана правительством Южной Африки как территория для народа венда, говорящего на языке венда. Официальные языки — венда, английский, африкаанс. Площадь — 7 410 км2. Численность населения на 1980 год — 315 545 чел.

## История
Венда была объявлена самоуправляемой территорией 1 февраля 1973 года, а выборы состоялись в конце того же года. Следующие выборы состоялись в июле 1978 года. 13 сентября 1979 года правительство ЮАР объявило эту территорию независимой, из-за чего её жители утратили южноафриканское гражданство. Как и в случае с другими бантустанами, её независимость не была признана международным сообществом.
Изначально Венда представляла собой ряд несмежных территорий Трансвааля, с одной основной частью и одним основным эксклавом. После провозглашения в 1979 году независимости столицей стал город Тхохояндоу. До обретения независимости территория Венеды не была расчленена и имела общую площадь 6807 км2.
На момент обретения независимости в 1979 году население Венды составляло около 200 000 человек. Государство было отрезано от соседнего Зимбабве коридором Мадимбо, который патрулировали южноафриканские войска, а от соседнего Мозамбика — национальным парком Крюгера.
Первый президент Венды Патрик Мфефу также был верховным вождём народа венда; он родился и жил в Дзанани в провинции Лимпопо. На выборах 1984 года правящая Вендаская национальная партия сохранила свои позиции в качестве правящей партии, победив постоянную оппозицию в лице Вендаской независимой народной партии (VIPP). Преемник Мфефу на посту президента Френк Равеле, правивший с 1988 года, был свергнут в результате военного переворота, совершённого Силами обороны Венды в 1990 году. Впоследствии территорией управлял Совет национального единства, военная хунта под председательством генерала Габриэля Рамушваны. 27 апреля 1994 года Венда была вновь присоединена к ЮАР.

## Система образования
В 1982 году был основан существующий до сих пор Университет Венда.

## Районы

Карта Венды с указанием районов

Районы по состоянию на 1991 год:
- Дзанани: 123 035
- Мутеле: 244 532
- Тхохояндоу: 136 089
- Вувани: 55 141